# Gornja Greda
Gornja Greda es una localidad de Croacia en el municipio de Brckovljani, condado de Zagreb.

## Geografía
Se encuentra a una altitud de 103 m s. n. m. a 29.2 km de la capital nacional, Zagreb.

## Demografía
En el censo 2011, el total de población de la localidad fue de 615 habitantes.
Según estimación 2013 contaba con una población de 620 habitantes.